# Piece of Me
«Piece of Me» es una canción electro interpretada por la cantante estadounidense Britney Spears e incluida originalmente en su quinto álbum de estudio, Blackout (2007). El dúo sueco Bloodshy & Avant, reconocido por producir «Toxic» (2003), compuso la canción con Klas Åhlund y la produjo con coros hechos por la artista sueca Robyn. Su creación representó una respuesta a la atención mediática y sensacionalista de la vida privada de la intérprete. El tema cuenta con una letra de automanifiesto, escrita a modo de biografía, un ritmo downtempo bailable y voces sintetizadas. En noviembre de 2007, Jive Records lo publicó como segundo sencillo de Blackout, después de «Gimme More».
Los críticos alabaron su producción y su letra desafiante, y lo citaron como un corte sobresaliente de Blackout. De manera particular, Rolling Stone lo clasificó como el decimoquinto mejor tema de 2007. Con el respaldo de ello, «Piece of Me» se alzó como séptimo número uno de Spears en Irlanda, figuró entre los diez primeros éxitos semanales en mercados como Alemania, Australia, Austria, Canadá, Dinamarca, Finlandia, Nueva Zelanda, el Reino Unido, Suecia y, a nivel continental, Europa, y recibió varias certificaciones por sus ventas. En Estados Unidos, alcanzó la decimoctava posición de la lista Billboard Hot 100, fue el segundo sencillo de Blackout que lideró el conteo discotequero Dance/Club Play Songs y vendió más de 1,9 millones de descargas.
Spears rodó el video musical del tema bajo la dirección de Wayne Isham, quien en 2001 dirigió su video de «I'm Not a Girl, Not Yet a Woman». El director quiso mostrar a Spears confiada y parodiando su vida. El clip retrató el día a día que la artista llevó en sus años de problemas mediáticos, con dobles disfrazadas de sí para confundir a los paparazzi. Su rodaje tuvo un costo estimado en medio millón de dólares, el segundo más elevado en la carrera de la cantante, después del video de «Toxic». Pese a ello, los medios le brindaron diversos tipos de reseñas. Mientras algunos sostuvieron que los editores digitales retocaron el cuerpo de Spears para hacerla ver más esbelta, otros como MTV le brindaron tres nominaciones en los MTV Video Music Awards 2008, donde ganó todas ellas, incluyendo video del año. Por su parte, la artista interpretó el tema en las giras internacionales The Circus Starring: Britney Spears (2009) y Femme Fatale Tour (2011).

## Antecedentes

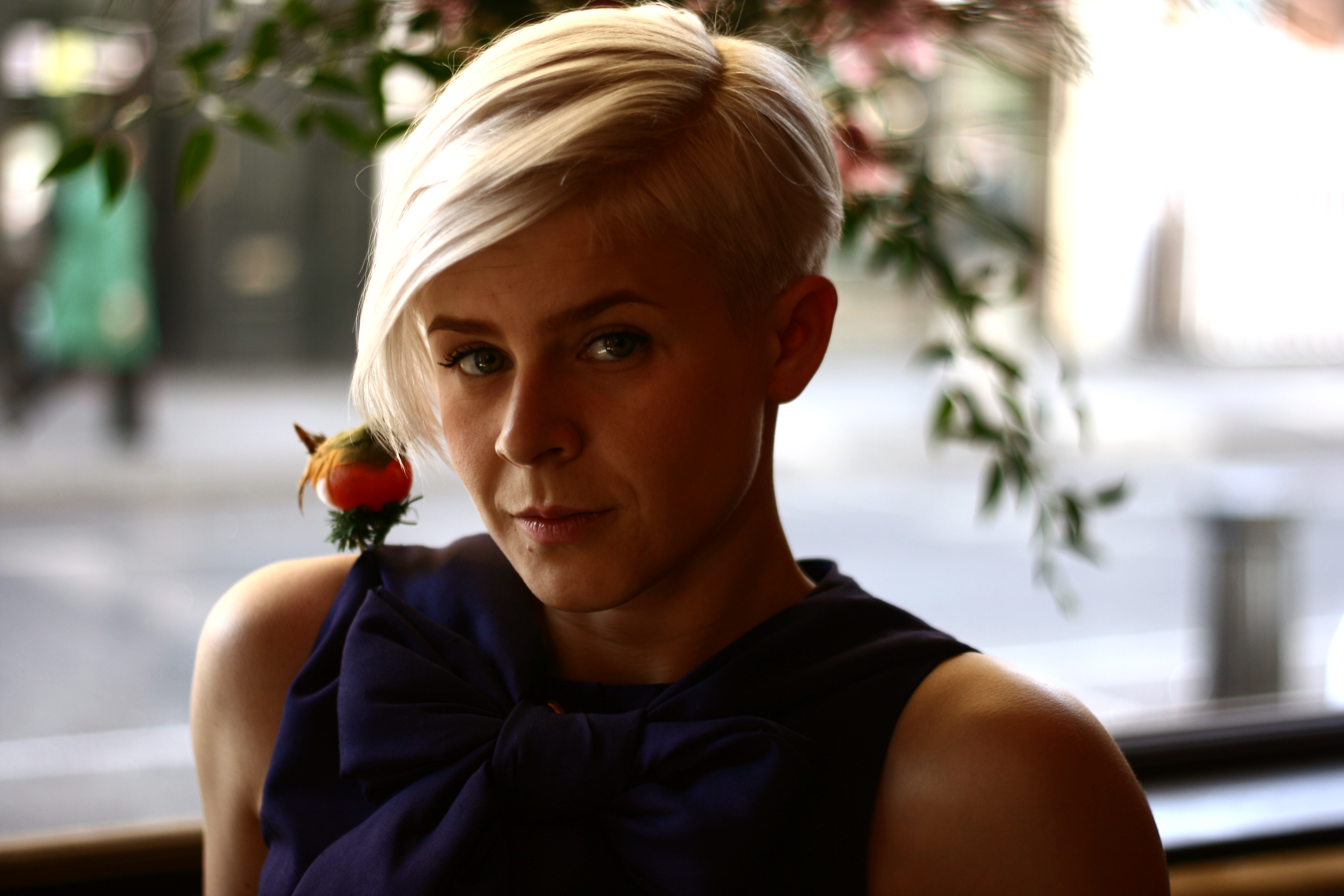
Robyn, corista de «Piece of Me».

Los suecos Christian Karlsson, Pontus Winnberg y Klas Åhlund compusieron «Piece of Me» y la produjeron los dos primeros, dúo que es profesionalmente conocido como Bloodshy & Avant. Durante su experiencia de trabajar con Spears, el dúo a menudo ha presenciado cómo los paparazzi han acosado la vida de la cantante. Según Winnberg, una de dichas experiencias ocurrió en Hamburgo y fue algo «realmente aterrador». Para Blackout, Spears trabajó con ellos en las canciones «Radar», «Freakshow» y «Toy Soldier». Cuando el álbum estaba aparentemente finalizado, la responsable del A&R de la artista, Teresa LaBarbera Whites, persuadió al dúo para que trabajaran en una nueva canción. Winnberg comentó que siempre se había mantenido una regla no estipulada por escrito de no componer canciones sobre la vida privada de Spears, desde que en 2003 su sello rechazó a «Sweet Dreams My L.A. Ex», por ser una respuesta demasiado explícita a «Cry Me a River» de Justin Timberlake (2002). No obstante, Bloodshy & Avant compuso «Piece of Me» junto a Åhlund y se la envió a la intérprete, quien decidió grabarla, tras «amarla». Mientras el dúo trabajó en la pista en los Bloodshy & Avant Studios, en Estocolmo, la intérprete la grabó en los Chalice Recording Studios, en Los Ángeles. Winnberg sostuvo que Spears llegó extremadamente emocionada al estudio, donde grabó la canción en alrededor de media hora, luego de aprendérsela escuchándola en su automóvil. Posteriormente, Niklas Flyckt mezcló la música y las voces en los Mandarine Studios, en Estocolmo, con coros hechos por la cantautora sueca Robyn. El 30 de noviembre de 2007, durante una entrevista radial con Ryan Seacrest, la intérprete se refirió a la canción diciendo:

«Donde quiera que vayas, siempre hay un montón de gente que hace preguntas y, en ocasiones, no conoces sus intenciones. Así que es una forma lista de plantearlo. Tú sabes, es como: "¿Quieres un pedazo de mí?", de una forma fresca, lista e ingeniosa. Es una canción lista. [...] Me gusta».
Britney Spears

## Composición

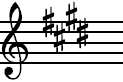
«Piece of Me» es una canción electro, compuesta en la tonalidad do sostenido menor.

«Piece of Me» es una canción electro, interpretada en un insistente estilo pop groove. La canción está compuesta en la tonalidad do sostenido menor, con un compás de 4/4 y un tempo de 115 pulsos por minuto. Mientras su melodía se pasea por un ritmo downtempo bailable, el registro vocal de Spears abarca sobre dos octavas de la nota re sostenido menor3 hasta la nota re sostenido menor5. Los productores procesaron de forma notable la voz de la intérprete y la hicieron cambiar de tono constantemente. La canción se basa en distorsiones vocales pronunciadas, lo que provoca un efecto de sonido que dificulta distinguir si se trata o no de la voz de Spears. Dave De Sylvia de Sputnikmusic estableció comparaciones con las canciones del álbum homónimo de Robyn (2005), corista del tema, específicamente con su sencillo «Handle Me».
La letra de «Piece of Me» está compuesta como una respuesta al escrutinio que tienen los medios con la vida privada de Spears, y se refiere tanto a la fama como a la vida que se lleva estando siempre bajo el ojo público. Durante el primer verso, Spears canta la línea «I'm Miss American Dream since I was 17» —«Soy la Señorita Sueño Americano desde que tenía 17»—, así como también el enganche «You wanna piece of me» —Quieres un pedazo de mí—, el que se repite a lo largo de toda la canción, tanto a modo de pregunta como de afirmación. Según Kelefa Sanneh de The New York Times, dicha línea «podría ser [interpretada como] una acusación, una invitación o una amenaza». «Piece of Me» está compuesta en el patrón verso-estribillo, a modo de una biografía que relata contundentemente las desgracias de Spears, las que son cantadas de manera casi hablada. Mientras Alex Fletcher de Digital Spy comparó su letra a la de «Rehab» de Amy Winehouse (2006), Bill Lamb de About.com señaló que «suena como un quejido», al igual que «Scream» de Michael Jackson (1995).

## Recepción crítica
Alex Fletcher de Digital Spy calificó a «Piece of Me» con cuatro de cinco estrellas y sostuvo: «[Éste es] un saludo de dos dedos a los perros de caza de los medios de comunicación y un desafiante grito electro ensordecedor. [Su línea de apertura] defeca desde gran altura sobre cualquier cosa que Lily Allen haya compuesto y revela que es Spears a quien le ha sido más difícil reír durante un año de numeritos estrafalarios de los medios». Por su parte, Peter Robinson de The Observer, Margeaux Watson de Entertainment Weekly y David De Sylvia de Sputnikmusic, lo catalogaron como uno de los temas más sobresalientes de Blackout. De igual forma, Dennis Lim de Blender lo citó como uno de los mejores del álbum, junto a «Gimme More». Por otro lado, Bill Lamb de About.com le dio una evaluación casi perfecta y sostuvo: «[Spears] podrá ciertamente tener serios, serios problemas personales, pero esta es simplemente una mujer que lucha contra lo que percibe como una injusticia, con un fiero burbujeo de ira bajo el servicio de una pista instrumental de electro extraordinariamente sexy. Rara vez una estrella del pop responde eficazmente a los críticos. [...] La fenomenal serie de sencillos, desde «...Baby One More Time» hasta el reciente «Gimme More», sigue abogando por una seria consideración de la Señorita Spears como una de las mejores artistas de pop mainstream de la década pasada. Incluso bajo angustia, ella se entrega por completo en el estudio, y esa la marca de un profesional». Laura Herbert de la BBC señaló: «[Ésta] es, sin lugar a dudas, la mejor canción del álbum. [...] Es una obra maestra». Kelefa Sanneh de The New York Times sostuvo: «[Bloodshy & Avant] evoca el horror, la alegría y (finalmente) el aburrimiento de la sobreexaminada vida de Spears. [El tema] es brillante».

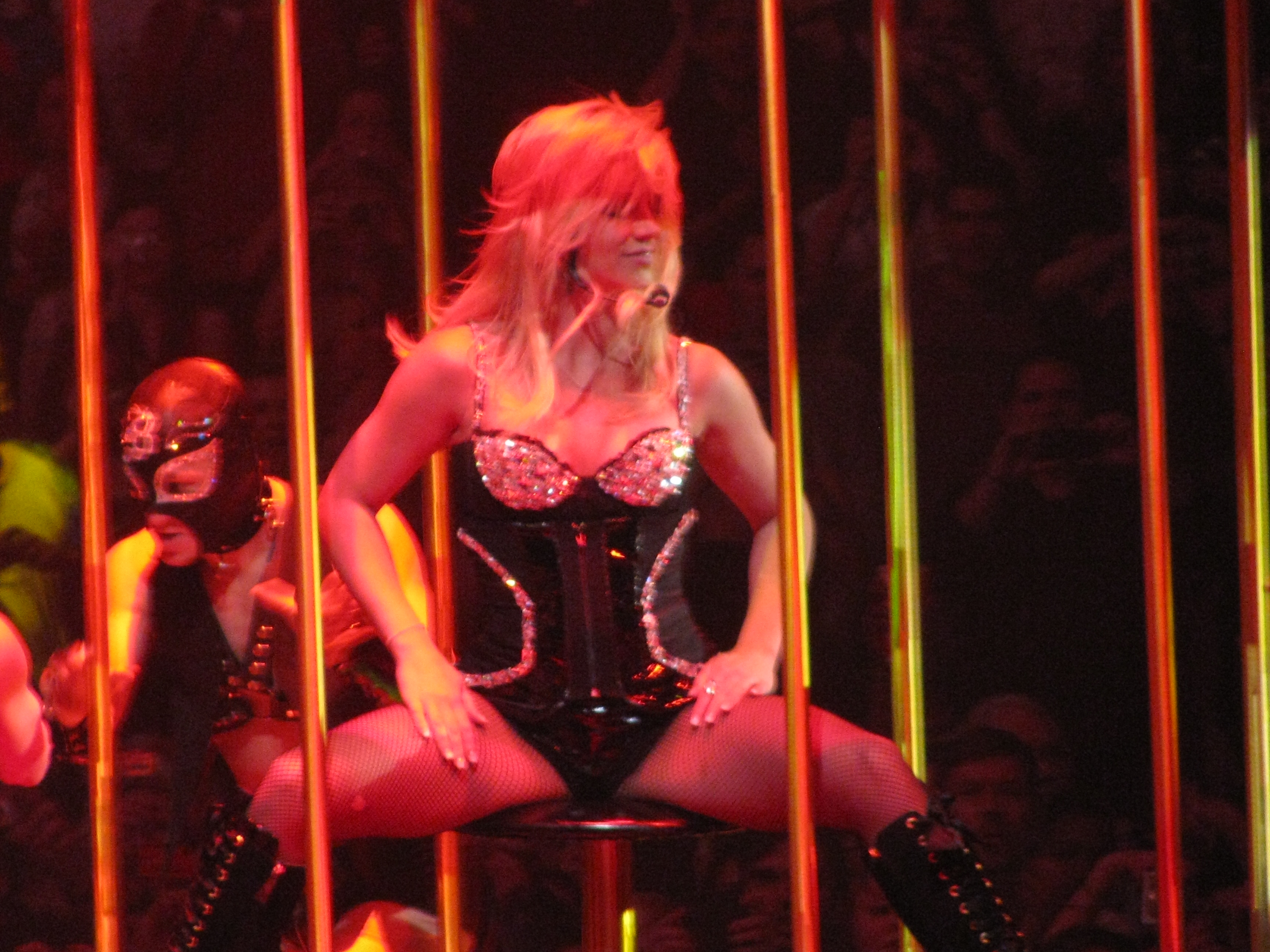
Spears interpretando «Piece of Me» en The Circus Starring: Britney Spears (2009).

Tom Ewing de Pitchfork Media señaló: «El hipertratamiento vocal y la forma en que [«Piece of Me»] bordea la música, sugiere que el precio de la fama es la supresión de identidad. Entendemos [a Spears] con un filtro y así es como tenemos que escucharla también. El fragmento de múltiple apoyo vocal de la canción la hace más genial, la vuelve más universal». Melissa Maerz de Rolling Stone la catalogó como la mejor canción de Blackout, junto a «Freakshow», y la consideró un «éxito discotequero golpeador de tabloides». Jim Abbott del Orlando Sentinel sostuvo que, en términos musicales, canciones como «Piece of Me», «Radar» y «Break the Ice» son «ejercicios robóticos unidimensionales». Alexis Petridis de The Guardian sostuvo que el tema «protesta contra varios detractores» de la intérprete, en un sonido que «añade un sentido genuino de furia que se cuece a fuego lento». En un tono más crítico, Stephen Thomas Erlewine de Allmusic escribió: «Bloodshy & Avant trata de elaborar, desesperadamente, un himno desafiante para este accesorio de diario sensacionalista [Spears], el que no podía ser molestado para componer uno por su cuenta». De forma similar, Chris Wasser del Irish Independent sostuvo: «La canción se ahoga lentamente bajo una pegajosa producción y un tema lírico que por todos lados hace conexión con los juicios y tribulaciones con las que Spears ha tenido que lidiar. [Éste] ni siquiera fue compuesto por la cantante, quien fácilmente podría haber grabado su muy poco gratificante aporte en Blackout en menos de una semana». Más tarde, Rolling Stone lo enlistó como el decimoquinto mejor sencillo de 2007 y la audiencia lo catalogó como el quinto mejor tema de Spears, según un sondeo realizado en julio de 2011 por la revista, la que escribió: «Su sencillo más agresivo y memorable se basa en su relación con sus seguidores y los medios. Ella suena dura y desafiante a lo largo del tema, pero cuando declara "You wanna piece of me" por lo menos suena algo agradecida por la atención». Yendo más lejos, Alim Kheraj de Digital Spy lo enlistó como el mejor sencillo de Spears y escribió: «Es el momento central de la carrera de Britney; mira hacia atrás a la mujer que era y se dirige hacia la que aún debe convertirse».

## Video musical

### Rodaje
Spears rodó el video musical de «Piece of Me» los días 27 y 28 de noviembre de 2007, en la discoteca y restaurante Social Hollywood, en Los Ángeles. Lo hizo bajo la dirección del estadounidense Wayne Isham, quien en 2001 dirigido su video de «I'm Not a Girl, Not Yet a Woman». El clip de «Piece of Me» involucró dos versiones: la estadounidense y la internacional, las que se diferencian por sus escenas iniciales. Según el periódico británico Daily Mail, el video tuvo un costo de medio millón de dólares, el segundo más elevado en la carrera de la intérprete, después del video de «Toxic». Para algunas escenas, la artista vistió un vestido púrpura de satén, diseñado por Marina Toybina. Spears llegó doce horas atrasada al rodaje, luego de quedarse por el día con sus hijos Sean Preston y Jayden James, a quienes entonces podía ver solo de forma parcial, por órdenes de un juez. Al respecto, el director declaró: «Ella llegó atrasada. La gente hizo un gran esfuerzo, ¿[pero] cómo no iba a llegar atrasada cuando tenía a cincuenta, sesenta y cinco, setenta y cinco personas persiguiendo su automóvil por la calle? Aquel fue un día largo para el equipo. Fue un día de, literalmente, veinte horas. Ella estuvo durante las últimas seis. Llegó atrasada, hizo lo suyo y, realmente, pateó traseros».

### Trama
El video comienza con cuatro chicas rubias cambiándose de ropa, maquillándose y bailando frente a cuatro espejos en un dormitorio. En el exterior, varios paparazzi se encuentran intentando fotografiarlas a través de la ventana. Spears aparece interpretando la canción y realizando pequeños pasos de baile frente a un fondo de luces multicolores, vestida con una chaqueta de piel sin mangas de color verde musgo, con un sujetador negro con lentejuelas, con guantes negros sin dedos y con jeans rasgados de tiro abajo. También viste un chaleco de piel blanco durante escenas entrecortados, donde destruye portadas negativas de tabloides y crea otras con titulares como «It's Britney, Bitch!» y «Exceptional Earner» —«¡Es Britney, perra!» y «Fuente de ingresos excepcional»—.
Durante el primer estribillo, la cantante se reúne con las otras cuatro chicas, con quienes viste igual: pelucas bob rubias, lentes de sol oscuros y gabardinas negras. Así, sale del lugar con ellas y juntas se suben a un todoterreno, mientras los paparazzi las fotografían. A continuación, las chicas entran a una discoteca, donde Spears lleva un vestido púrpura de satén. Allí la cantante comienza a coquetear con un hombre, a quien lleva al baño de mujeres y le desabrocha la camisa, descubriendo una cámara oculta en su pecho. En seguida, toma un lápiz labial rojo y le escribe «Sucker» —«Perdedor»— en la frente. A ello le sigue una secuencia de baile hasta que la canción termina, en la que Spears y las otras chicas realizan una coreografía en el baño. Al desenlace, las chicas se encuentran en el dormitorio inicial, riéndose de un noticiario de farándula que informa sobre la «Invasión Britney» que protagonizaron. La escena final muestra un primer plano de Spears sonriendo.

### Estreno y recepción
Jive Records estrenó el video el viernes 14 de diciembre de 2007, a través del programa Total Request Live de MTV. En respuesta, los críticos le dieron una recepción variada al clip, luego de que algunos sostuvieran que el cuerpo de Spears se alteró digitalmente, para hacerla ver más esbelta y estilizada. Al respecto, The Daily Telegraph comentó: «Britney —presumiblemente con la ayuda de algunas serias remasterizaciones digitales— ha retrocedido el tiempo, buscando cada parte de la joven estrella que nos dio en "Oops!"». Por otro lado, la revista canadiense Dose sostuvo: «Sorprendentemente, [el video] no es tan malo. Bueno, para la braga favorita de todo el mundo no es tan malo protestar, declarar omitiendo información y tejer usando pop tardío».
El 17 de agosto de 2008, MTV anunció que nominó el clip en las categorías mejor video femenino, mejor video pop y video del año en los MTV Video Music Awards 2008, cuya apertura la realizó la propia Spears. La ceremonia se llevó a cabo el 7 de septiembre de aquel año y otorgó los tres premios al video de «Piece of Me». Con ello la intérprete recibió sus primeros premios MTV Video Music Awards, luego de haber recibido diecinueve nominaciones desde 1999. Los medios catalogaron el hecho como el inicio del verdadero regreso de Spears a la industria de la música, luego de la controversial presentación que hizo de «Gimme More» en la versión anterior de los premios.

A mediados de 2008, la versión estadounidense del video de «Piece of Me» llegó a convertirse en el duodécimo video más visto en la historia de YouTube, con más de cincuenta millones de visitas.

A mediados de 2008, la versión estadounidense del video llegó a convertirse en el duodécimo video más visto en la historia de YouTube, con más de cincuenta millones de reproducciones. No obstante, en el mismo periodo el sitio lo removió de la red y, el 25 de octubre de 2009, Jive Records lo republicó con un contador de visitas nuevo en la cuenta oficial de Vevo de la cantante, la que abrió diez días antes. En febrero de 2011 el video alcanzó las cincuenta y siete millones de visualizaciones, tras ser visitado principalmente por personas de Estados Unidos, Canadá y Portugal. El 22 de julio de 2011, el sello publicó la versión internacional del clip, la que en febrero de 2014, alcanzó las diez millones de visualizaciones. Por otro lado, la audiencia lo catalogó como el noveno mejor video de Spears, según un sondeo realizado en enero de 2011 por Billboard, la que escribió: «2007 fue un año difícil para Britney, pero Spears volvió a los tabloides por sus dramas personales y los utilizó como forraje para el muy discutido video de "Piece of Me". El clip de $500 000 se rodó en un solo día y fue igual de bien recibido tanto por los seguidores como por los críticos».

### Concurso de MTV
El 27 de noviembre de 2007, MTV realizó el concurso «Britney Spears Wants a Piece of You» —«Britney Spears quiere un pedazo de ti»—, donde los aficionados podían crear su propio video musical de «Piece of Me», al utilizar material de entrevistas y presentaciones de la artista. Así, los aficionados usaron el Remezclador de Videos de MTV, y mezclaron y crearon varios bastard pop de imágenes. El 20 de diciembre de 2007, MTV, Jive Records y Spears escogieron el video ganador y Total Request Live lo estrenó. El triunfador recibió un dispositivo Haier Ibiza Rhapsody, un año de suscripción gratuita a Rhapsody y toda la discografía de Spears.

## Rendimiento comercial
En Estados Unidos «Piece of Me» debutó en la sexagésima quinta posición de la lista Billboard Hot 100, según la edición del 17 de noviembre de 2007 de Billboard, misma edición en la que Blackout debutó en las listas de álbumes del país. En la edición del 9 de febrero de 2008, producto de un ascenso al octavo puesto del conteo de ventas Digital Songs, el tema alcanzó la decimoctava posición de la Billboard Hot 100, donde se convirtió en el decimocuarto sencillo más exitoso de la cantante. No obstante, su desempeño radial fue modesto y quedó de manifiesto en los conteos Pop Songs y Radio Songs, donde alcanzó los puestos veintiocho y setenta y cuatro, respectivamente. Un éxito mayor registró en el conteo discotequero Dance/Club Play Songs, donde se convirtió en el segundo número uno de Blackout y en el cuarto de Spears, después de «Me Against the Music», «Toxic» y «Gimme More». Tras ello, la RIAA lo certificó disco de platino, luego de comercializar un millón de descargas en el país. Según Nielsen SoundScan, hasta julio de 2016, «Piece of Me» había vendido 1 900 000 descargas en Estados Unidos, donde se convirtió en el sencillo más vendido de Blackout. Además, hasta septiembre de 2013 era el décimo quinto sencillo más exitoso de Spears en la Billboard Hot 100. En Canadá, alcanzó la quinta posición de la lista Canadian Hot 100 y se convirtió en el segundo top 10 consecutivo del álbum, según la edición del 26 de abril de 2008 de Billboard. Además, la CRIA lo certificó disco de platino, tras comercializar 40 000 tonos de llamada en el país.

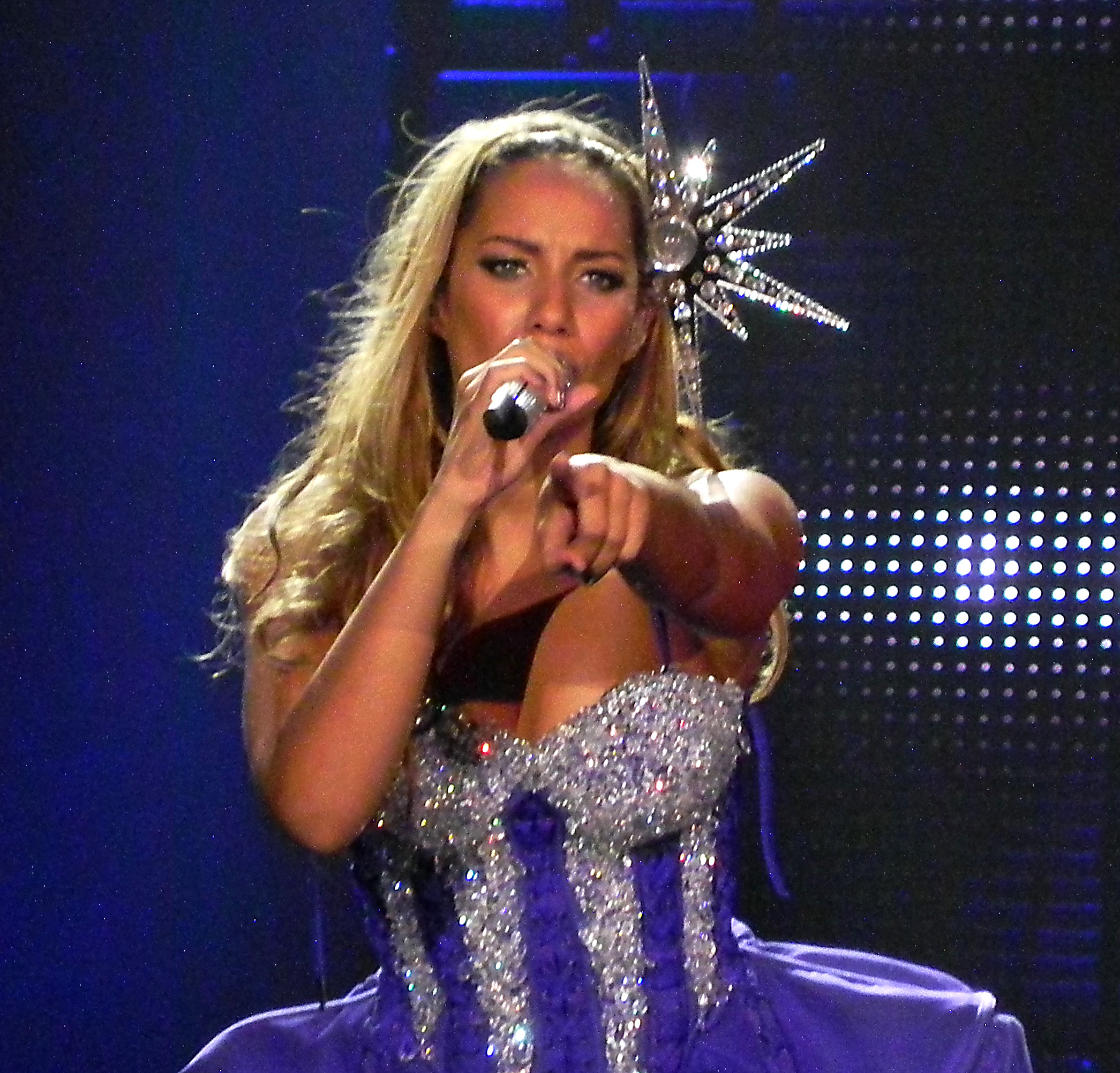
En Australia, solo el éxito internacional «Bleeding Love» de Leona Lewis impidió que «Piece of Me» debutara como sexto número uno de Spears en la principal lista de ARIA Charts.

En Europa, alcanzó la sexta posición de la lista European Hot 100, donde se alzó como segundo y último top 10 de Blackout, luego de figurar junto a éxitos como «Apologize» de Timbaland con OneRepublic, «No One» de Alicia Keys y «Don't Stop the Music» de Rihanna. Dicho posicionamiento se debió a que por dos semanas consecutivas fue el séptimo número uno de Spears en Irlanda y a que figuró entre los diez primeros éxitos semanales en mercados como Alemania, Austria, Dinamarca, Eslovaquia, Finlandia y Suecia, y entre los cuarenta primeros en otros como Chequia, Italia —donde vendió 11 002 descargas hasta fines de 2008—, los Países Bajos, Suiza y las dos regiones de Bélgica: Flandes y Valonia. Sus ventas le valieron reconocimientos de la IFPI, siendo certificado disco de oro en Suecia, por ventas superiores a las 10 000 descargas, y disco de platino en Dinamarca, por ventas de 15 000 copias. Según la edición semanal del 13 de enero de 2008 de The Official UK Charts Company, «Piece of Me» ascendió diecisiete puestos en su cuarta semana de permanencia en la principal lista del Reino Unido, la UK Singles Chart, donde alcanzó la segunda posición y donde se convirtió en el decimoctavo top 10 de Spears, luego de que «Now You're Gone» de Basshunter con DJ Mental Theo's Bazzheadz ascendiera trece puestos, ocupando la primera posición de la lista. En suma, «Piece of Me» se convirtió en el sencillo mejor posicionado de Blackout y en el cuadragésimo séptimo tema más exitoso de 2008 en el estado británico; además, el 1 de octubre de 2021 consiguió la certificación de disco de oro de la BPI, tras vender 400 000 copias en el Reino Unido. En 2022, la OCC lo reportó como el segundo sencillo más vendido del álbum y el décimo sencillo más vendido de Spears, con ventas de 427 000 unidades.
En Oceanía el tema disfrutó de un éxito considerable. En Australia, debutó en la segunda posición de la lista principal de ARIA Charts, según su edición del 4 de febrero de 2008, convirtiéndose en el decimotercer top 10 de Spears, luego de figurar solo detrás de «Bleeding Love» de Leona Lewis. Posteriormente, la ARIA lo certificó disco de platino, tras vender 70 000 copias en el país, y figuró como trigésimo octavo tema más exitoso del año. En febrero de 2008, «Piece of Me» también se convirtió en el séptimo top 10 de la cantante en Nueva Zelanda, donde la RIANZ lo certificó disco de oro, luego de comercializar 7500 copias, y lo enlistó como vigésimo octavo tema más exitoso del año.

## Presentaciones

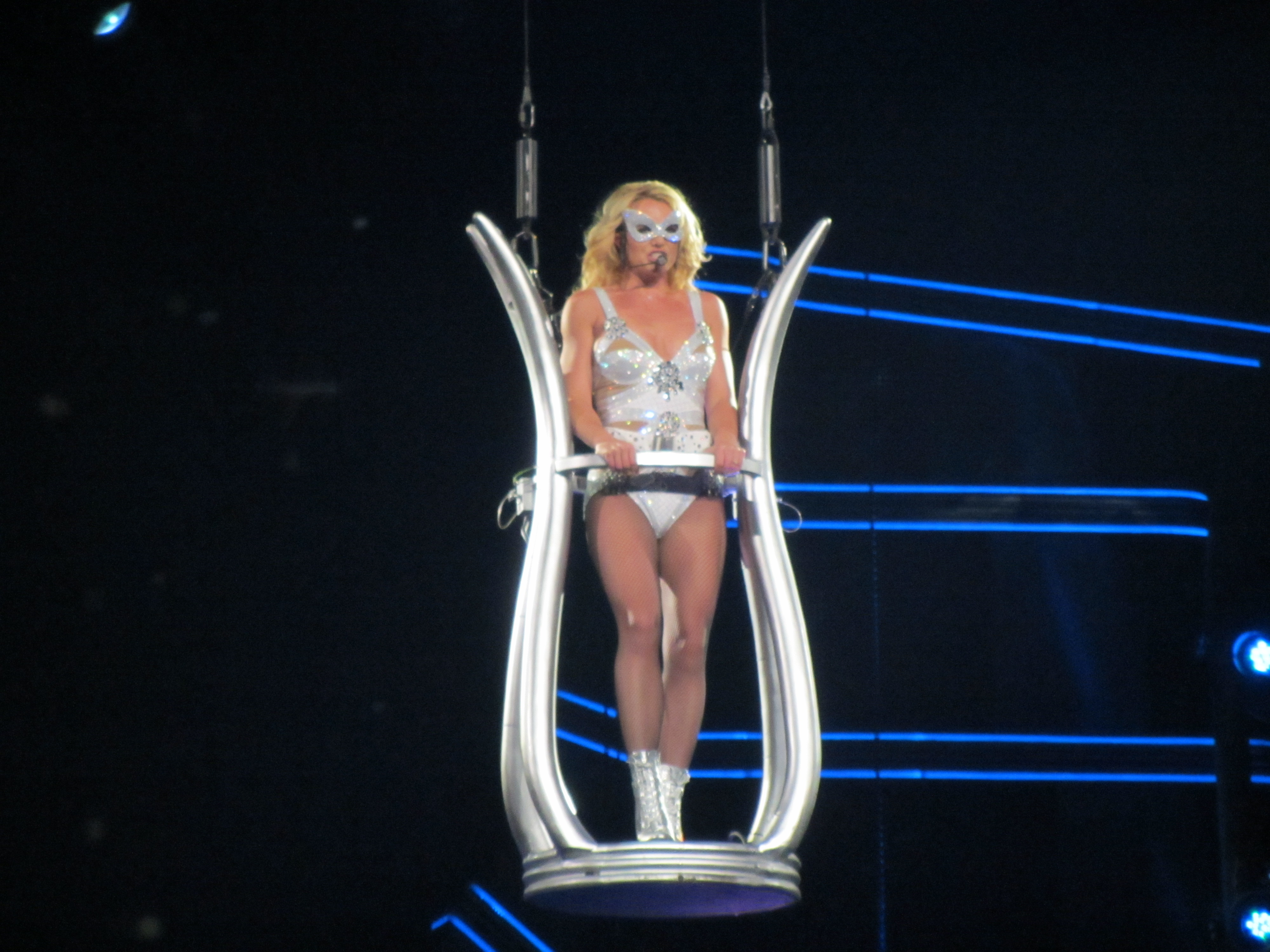
Britney Spears interpretando «Piece of Me» en uno de los ochenta espectáculos del Femme Fatale Tour (2011).

Spears presentó «Piece of Me» en las giras internacionales The Circus Starring: Britney Spears (2009), donde incluyó la canción como segunda pista del repertorio, y Femme Fatale Tour (2011), donde la hizo figurar entre las cuatro canciones del acto de apertura. El espectáculo de la primera gira comenzaba con el número de «Circus», tras el cual Spears se quitaba una chaqueta roja de maestra de ceremonias circense y revelaba una indumentaria conformada por un corsé negro con incrustaciones de cristales Swarovski, medias de red y botas de tacón alto con cordones, diseñadas por los gemelos Dean and Dan Caten. Rodeada de humo, la artista se metía a una jaula dorada en medio del escenario e iniciaba el número de «Piece of Me», en el que interpretaba a una esclava que intentaba escapar de los bailarines que la custodiaban.
En el Femme Fatale Tour, la cantante presentó la canción como final de un popurrí con «3». En la parte correspondiente del número, Spears vestía un corsé y un antifaz plateado, subía a una plataforma individual e interpretaba la canción, mientras se elevaba sobre el escenario y mientras un grupo de bailarines vestidos de policías, arrancaban sus camisas en él y revelaban una indumentaria sadomasoquista. Shirley Halperin de The Hollywood Reporter lo catalogó como uno de los mejores números de la gira, junto a los de «3» y «Don't Let Me Be the Last to Know», y señaló que, «irónicamente, fueron los números con menor cantidad de lujos».
En 2013, la cantante incluyó a «Piece of Me» en el repertorio de su residencia en Las Vegas, Britney: Piece of Me.

## Formatos
| EP Digital — The Remixes |                                                              |          |  |
| N.º                      | Título                                                       | Duración |  |
| 1.                       | «Piece of Me»                                                | 3:31     |  |
| 2.                       | «Piece of Me» (Böz o lö Remix)                               | 4:53     |  |
| 3.                       | «Piece of Me» (Tiësto Radio Edit)                            | 3:23     |  |
| 4.                       | «Piece of Me» (Junior Vasquez and Johnny Vicious Radio Edit) | 3:38     |  |
| 5.                       | «Piece of Me» (Friscia and Lamboy Radio Edit)                | 3:27     |  |
| 6.                       | «Piece of Me» (Sly and Robbie Reggae Remix)                  | 4:18     |  |

| Descarga/Sencillo en CD de The Singles Collection (2009) |                                |          |  |
| N.º                                                      | Título                         | Duración |  |
| 1.                                                       | «Piece of Me»                  | 3:31     |  |
| 2.                                                       | «Piece of Me» (Böz o lö Remix) | 4:53     |  |

| Maxisencillo |                                                    |          |  |
| N.º          | Título                                             | Duración |  |
| 1.           | «Piece of Me»                                      | 3:31     |  |
| 2.           | «Piece of Me» (Böz o lö Remix)                     | 4:53     |  |
| 3.           | «Piece of Me» (Bimbo Jones Remix)                  | 6:26     |  |
| 4.           | «Piece of Me» (Vito Benito Vocal)                  | 6:46     |  |
| 5.           | «Gimme More» (Kimme More Remix Featuring Lil' Kim) | 4:14     |  |

## Posicionamiento en listas

### Listas semanales
| Región            | Lista                 | Primera semana          | Posición debut | Mejor posición | Semanas en la mejor posición | Semanas en la lista | Última semana            | Ref.   |
| ----------------- | --------------------- | ----------------------- | -------------- | -------------- | ---------------------------- | ------------------- | ------------------------ | ------ |
| América del Norte |                       |                         |                |                |                              |                     |                          |        |
| Canadá            | Canadian Hot 100      | 17 de noviembre de 2007 | 37             | 5              | 1                            | 25                  | 3 de mayo de 2008        | [ 49 ] |
| Estados Unidos    | Billboard Hot 100     | 17 de noviembre de 2007 | 65             | 18             | 1                            | 20                  | 29 de marzo de 2008      | [ 43 ] |
| Estados Unidos    | Digital Songs         | 17 de noviembre de 2007 | 21             | 8              | 1                            | 25                  | 27 de septiembre de 2008 | [ 43 ] |
| Estados Unidos    | Pop Songs             | 8 de diciembre de 2007  | 36             | 28             | 4                            | 20                  | 19 de abril de 2008      | [ 43 ] |
| Estados Unidos    | Radio Songs           | 19 de enero de 2008     | 74             | 74             | 1                            | 1                   | 19 de enero de 2008      | [ 43 ] |
| Estados Unidos    | Dance/Club Play Songs | 26 de enero de 2008     | 25             | 1              | 1                            | 13                  | 19 de abril de 2008      | [ 43 ] |
| Europa            |                       |                         |                |                |                              |                     |                          |        |
| Alemania          | Top 100 canciones     | 16 de febrero de 2008   | 7              | 7              | 1                            | 23                  | 1 de noviembre de 2008   | [ 53 ] |
| Austria           | Top 75 canciones      | 8 de febrero de 2008    | 14             | 6              | 1                            | 26                  | 1 de agosto de 2008      | [ 73 ] |
| Bélgica (Flandes) | Top 50 canciones      | 9 de febrero de 2008    | 49             | 36             | 1                            | 9                   | 19 de abril de 2008      | [ 74 ] |
| Bélgica (Valonia) | Top 50 canciones      | 23 de febrero de 2008   | 38             | 36             | 1                            | 2                   | 8 de marzo de 2008       | [ 75 ] |
| Chequia           | Top 100 canciones     | 16 de febrero de 2008   | 85             | 19             | 1                            | 23                  | 2 de agosto de 2008      | [ 76 ] |
| Dinamarca         | Top 40 canciones      | 11 de enero de 2008     | 22             | 4              | 3                            | 20                  | 23 de mayo de 2008       | [ 77 ] |
| Eslovaquia        | Top 100 canciones     | 26 de enero de 2008     | 93             | 10             | 1                            | 23                  | 5 de julio de 2008       | [ 78 ] |
| Finlandia         | Top 20 canciones      | 16 de enero de 2008     | 19             | 8              | 3                            | 16                  | 30 de abril de 2008      | [ 79 ] |
| Irlanda           | Top 50 canciones      | 20 de diciembre de 2007 | 24             | 1              | 2                            | 18                  | 17 de abril de 2008      | [ 53 ] |
| Italia            | Top 20 canciones      | 9 de octubre de 2008    | 11             | 11             | 1                            | 1                   | 9 de octubre de 2008     | [ 80 ] |
| Países Bajos      | Top 100 canciones     | 2 de febrero de 2008    | 62             | 41             | 1                            | 9                   | 29 de marzo de 2008      | [ 81 ] |
| Reino Unido       | Top 75 canciones      | 23 de diciembre de 2007 | 15             | 2              | 1                            | 23                  | 25 de mayo de 2008       | [ 53 ] |
| Suecia            | Top 60 canciones      | 8 de noviembre de 2007  | 51             | 9              | 1                            | 24                  | 8 de mayo de 2008        | [ 82 ] |
| Suiza             | Top 100 canciones     | 13 de enero de 2008     | 77             | 19             | 2                            | 25                  | 28 de septiembre de 2008 | [ 83 ] |
| Europa            | European Hot 100      | 19 de enero de 2008     | 42             | 6              | 1                            | 19                  | 24 de mayo de 2008       | [ 84 ] |
| Australasia       |                       |                         |                |                |                              |                     |                          |        |
| Australia         | Top 50 canciones      | 10 de febrero de 2008   | 2              | 2              | 1                            | 22                  | 6 de julio de 2008       | [ 60 ] |
| Nueva Zelanda     | Top 40 canciones      | 31 de diciembre de 2007 | 34             | 4              | 1                            | 20                  | 12 de mayo de 2008       | [ 63 ] |

| Predecesor: «When You Believe» de Leon Jackson | Top 50 canciones — Sencillo número uno 10 de enero de 2008 — 23 de enero de 2008     | Sucesor: «Now You're Gone» de Basshunter con DJ Mental Theo's Bazzheadz |
| Predecesor: «Amazing» de Celeda                | Dance/Club Play Songs — Sencillo número uno 8 de marzo de 2008 — 14 de marzo de 2008 | Sucesor: «Together» de Bob Sinclar con Steve Edwards                    |

### Listas de fin de año
| País              | Lista             | Año  | Posición | Ref.   |
| ----------------- | ----------------- | ---- | -------- | ------ |
| América del Norte |                   |      |          |        |
| Canadá            | Canadian Hot 100  | 2008 | 30       | [ 85 ] |
| Estados Unidos    | Billboard Hot 100 | 2008 | 83       | [ 86 ] |
| Europa            |                   |      |          |        |
| Alemania          | Top 100 canciones | 2008 | 59       | [ 87 ] |
| Austria           | Top 75 canciones  | 2008 | 39       | [ 88 ] |
| Bélgica (Valonia) | Top 100 canciones | 2008 | 100      | [ 89 ] |
| Irlanda           | Top 20 canciones  | 2008 | 17       | [ 90 ] |
| Reino Unido       | Top 200 canciones | 2008 | 47       | [ 57 ] |
| Suecia            | Top 100 canciones | 2008 | 68       | [ 91 ] |
| Suiza             | Top 100 canciones | 2008 | 87       | [ 92 ] |
| Europa            | European Hot 100  | 2008 | 39       | [ 93 ] |
| Australasia       |                   |      |          |        |
| Australia         | Top 100 canciones | 2008 | 38       | [ 62 ] |
| Nueva Zelanda     | Top 50 canciones  | 2008 | 28       | [ 65 ] |

## Certificaciones
| América del Norte |                |      |                        |         |        |
| Canadá            | CRIA           | 2008 | Disco de platino       | 40 000  | [ 50 ] |
| Estados Unidos    | RIAA           | 2023 | Doble disco de platino | 2 000   | [ 44 ] |
| Europa            |                |      |                        |         |        |
| Dinamarca         | IFPI Dinamarca | 2008 | Disco de platino       | 15 000  | [ 55 ] |
| Reino Unido       | BPI            | 2021 | Disco de oro           | 400 000 | [ 58 ] |
| Suecia            | IFPI Suecia    | 2009 | Disco de oro           | 10 000  | [ 54 ] |
| Australasia       |                |      |                        |         |        |
| Australia         | ARIA           | 2008 | Disco de platino       | 70 000  | [ 61 ] |
| Nueva Zelanda     | RIANZ          | 2008 | Disco de oro           | 7500    | [ 64 ] |

## Créditos
- Voz — Britney Spears
- Composición — Christian Karlsson, Pontus Winnberg & Klas Åhlund
- Producción — Bloodshy & Avant
- Grabación — Bloodshy & Avant
- Mezcla — Niklas Flyckt
- Teclado, programación, bajo y guitarra — Bloodshy & Avant
- Guitarra adicional — Henrik Jonback
- Bajo adicional — Klas Åhlund
- Coro — Robyn Carlsson
- Masterización — Tom Coyne

Fuente: Discogs.